# Heraclia neavi
Heraclia neavi är en fjärilsart som beskrevs av George Francis Hampson 1910. Heraclia neavi ingår i släktet Heraclia och familjen nattflyn. Inga underarter finns listade i Catalogue of Life.